# Bagossy Brothers Company
Bagossy Brothers Company là một ban nhạc pop-rock Hungary, được thành lập vào năm 2013.

## Lịch sử
Ban nhạc được thành lập vào tháng 5 năm 2013 tại Gyergyószentmiklós, Transylvania với sự giúp đỡ của các nhạc công đã chơi với nhau trong nhiều năm. Tên của ban nhạc được lấy cảm hứng từ tên gia đình của anh em Bagossy (Norbert Bagossy và László Bagossy).

## Thành viên
- Norbert Bagossy - hát chính / guitar
- László Bagossy - bass / bè
- Szilárd Bartis - trống
- Attila Tatár - guitar / bè
- Zsombor Kozma - phong cầm / vĩ cầm